# 品種
品種（ひんしゅ）とは、生物の種以下の生物集団の単位である。
日本語では、異なる意味を持つものが混在して「品種」と呼ばれうる。以下のものが挙げられる。
- 植物の品種
  - 植物学における品種
  - 栽培品種（園芸品種）
  - 法律用語としての植物品種

- 動物の品種（血統）（breed）

## 植物の品種

### 植物学における品種
品種（ひんしゅ、ラテン語: forma フォールマ、英語: form フォーム、省略形: f.）は国際藻類・菌類・植物命名規約(ICN)によって定められた、種より下位の分類階級の一つ、および、その階級に属するタクソンである。専ら植物学のみで使われる。
自然（野生）状態で、形態などにおいてははっきりと区別できるものの、同じ地域の同種個体群とは生殖的に隔離されていない個体群を指す。多くの顕花植物に見られる白花品などはこのように扱われる。
ICNによる品種分類群の学名の例
- Rosa roxburghii f. normalis　(種より下位の階級のため、二名法による種名が必要。接続語"f."が品種階級を表し、その直後が品種の形容語[3])

### 栽培品種
栽培品種(英語: cultivar、園芸品種とも。また、単に品種と表記されることも多い)は、人にとって有用な植物に価値を付けて利用する際に用いる分類体系で、他のものと識別できる特性を安定して有し、かつ、その特性を保持したまま増殖可能な植物の集合のことで、植物学における分類階級の品種やタクソンとは全く異なる分類体系である。遺伝的に均一か否かは問わない。
栽培品種の命名法は国際栽培植物命名規約(ICNCP)で定められている。
特定の種にとどまらず、雑種や接木キメラにも栽培品種名を付けることができる。
ICNCPによる栽培品種名の例
- Cyclamen ‘Artemis’　(最小限の表記:ICNによる属名とICNCPによる栽培品種小名[注釈 2]の組み合わせ、栽培品種小名は ‘ ’ で囲む)
- Cyclamen hederifolium ‘Artemis’　(ICNによる種名とICNCPによる栽培品種小名の組み合わせ)
- Cyclamen hederifolium var. hederifolium f. albiflorum (Bowles’s Apollo Group) ‘Artemis’　(詳しい表記:ICNによる種より下位の分類群名とICNCPによる栽培品種群（英語版）名を記載)

### 法律用語としての植物品種
植物の新品種の保護に関する国際条約（UPOV条約）における植物品種（英語: Plant variety）は分類学上の品種や変種ではなく、栽培品種を法的に定義した語である。植物品種は次のように定義される。

## varietyの訳として
種の中で、他の個体と区別できる、人為的に選抜された形質などの特徴が安定しており、それにより他と区別できる、もしくは産業上区別する意味の認められる個体群。クローン個体群も含まれる。品種内で遺伝的に斉一か雑ぱくかは問われない。農業（畜産も含む）上のハイブリッド品種など、ある品種同士の子孫が親と同じ品種とみなされないことも多い。
一般社会で使う場合、種と混同したりする例もある。たとえばシェパードやチワワは種ではなく犬の品種である。植物、動物、菌（キノコ）で認められる。細菌、酵母、カビなどでは系統と言われ、品種とはいわない。
ただし「variety」を「変種」とした場合は、動物分類学においては、種内のあらゆる変異型をさす多義的な概念。色彩多型・季節多型・栽培生物・飼養生物・亜種および非遺伝的な変異などがこれに含まれる。